# شاه عقرب ۳: نبرد برای رستگاری
شاه عقرب ۳: نبرد برای رستگاری (به انگلیسی: The Scorpion King 3: Battle for Redemption) یک فیلم آمریکایی محصول سال ۲۰۱۲ میلادی در ژانر حماسی و جنگی به کارگردانی رول رین که در تاریخ ۱۰ ژانویه ۲۰۱۲ به صورت فیلم ویدئویی منتشر شد. 

## داستان
وقتی که شاه عقرب همسر خود را از دست می‌دهد او چندین قاتل را استخدام می‌کند و برای تلافی از انهایی که هسرش را به قتل رسانده‌اند اقدام می‌کند که همین امر باعث جنگ هایی بزرگ می‌شود...

## دنباله
قسمت چهارم این فیلم در سال ۲۰۱۵ شاه عقرب ۴: تلاش برای قدرت و قسمت پنجم در سال ۲۰۱۸ شاه عقرب: کتاب ارواح به صورت ویدئویی منتشر شد.

## بازیگران
- ویکتور وبستر ... ماتایوس، پادشاه عقرب
- بوستین کریستوفر ... اولاف
- تمورا موریسون
- کریستال وی ... شاهزاده سیلدا / کبری
- کوئین کیمبو ... زولو کاندو
- دیوید باتیستا
- بیلی زین ... پادشاه تالوس
- ران پرلمن ... هوروس
- براندون کوهن ... سالیم
- کلی هو ... کاساندرا

## بازخوردها
آی‌جی‌ان امتیاز ۴ از ۱۰ را به فیلم داده است، از آن به دلیل دیالوگ‌های بد، بازی‌های افتضاح و اکشن ضعیف انتقاد می‌کند، که بیشتر آنها بیشتر شبیه تمرین هستند.